# Turistická značená trasa 8607
 Turistická značená trasa č. 8607 měří 6,3 km; spojuje obci Nižnou Revúci a vrchol Nová Hoľa ve východní části pohoří Velké Fatry na Slovensku.

## Průběh trasy
Z rozcestí v obci Nižné Revúci stoupá táhle pod vrchol Končitá, ve stoupání pokračuje na vrcholy Malý Zvolen, Zvolen a Nová Hoľa.

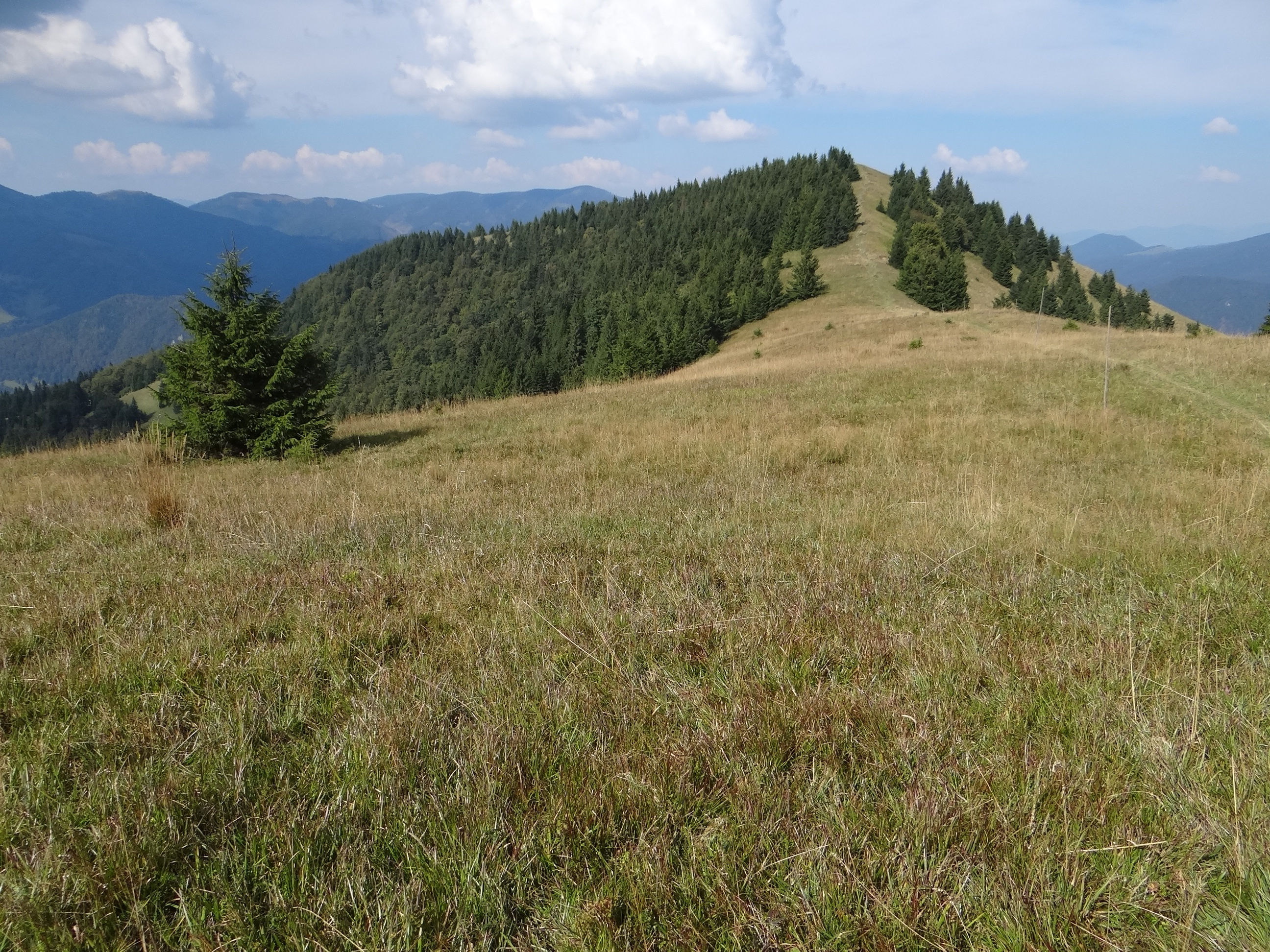
Malý Zvolen

| Km  | Místo        | Navazující a křižující trasy | Souřadnice                       | Nadm. výška  |
| --- | ------------ | ---------------------------- | -------------------------------- | ------------ |
| 0,0 | Nižná Revúca |                              | 48°55′58″ s. š., 19°12′35″ v. d. | 840 m n. m.  |
| 2,8 | Pod Končitou |                              | 48°54′51″ s. š., 19°13′45″ v. d. | 1202 m n. m. |
| 3,6 | Malý Zvolen  |                              | 48°54′26″ s. š., 19°13′58″ v. d. | 1372 m n. m. |
| 5,7 | Zvolen       | 0801 (Cesta hrdinů SNP)      | 48°53′26″ s. š., 19°13′25″ v. d. | 1402 m n. m. |
| 6,3 | Nová Hoľa    |                              | 48°53′20″ s. š., 19°13′51″ v. d. | 1370 m n. m. |

- Malý Zvolen